# 郵輪在大西洋中部沉沒：一位倖存者的經歷
《郵輪在大西洋中部沉沒：一位倖存者的經歷》（英語：How the Mail Steamer Went Down in Mid Atlantic by a Survivor）是一篇美國短篇小說，由來自英國的調查記者和報紙編輯威廉·托马斯·斯特德於1886年3月22日發表在《頗爾美爾公報》的一期中。斯特德在文章中加入了以下評論：「如果郵輪出海時船上缺乏救生艇，這正是可能發生且將發生的情況。」。
斯特德後來成為鐵達尼號的頭等艙乘客，該客輪在1912年4月14日的處女航期間撞上冰山，他是約1500名在這場災難中喪生的人之一。許多人認為這個故事通過其情節和主題，預示了鐵達尼號的悲劇。

## 故事大綱

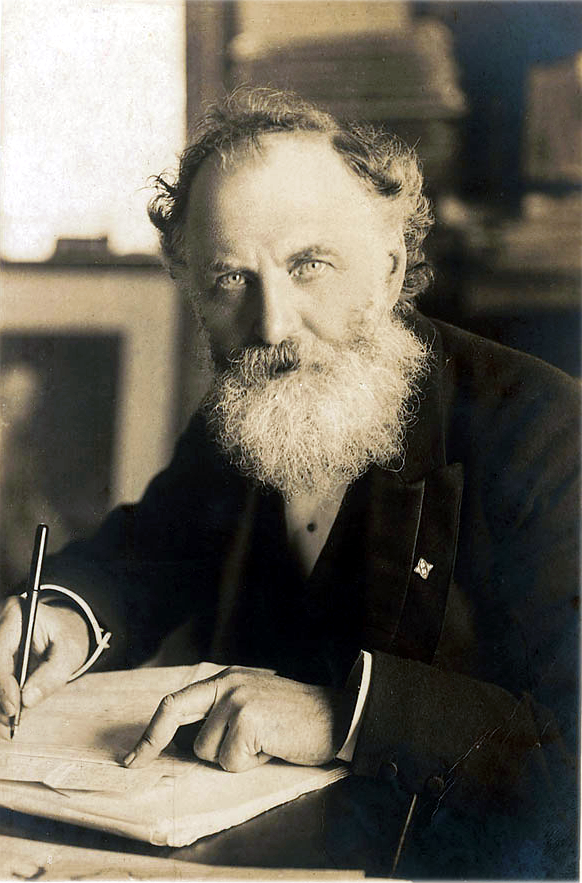
1905年的威廉·托马斯·斯特德，本書作者。

故事的主要情節發生在一艘未命名的郵輪上，該郵輪載著乘客、船員、郵件和行李在大西洋上航行。故事的主角是一名叫湯普森（Thompson）的水手，他以第一人稱講述了他在海上的航程。在與一名來自英國的乘客發生短暫爭吵後，湯普森在當晚稍晚走出甲板，在救生艇甲板上漫步。他對於船上救生艇的數量和容量感到擔心，因為這艘郵輪總共載著916人，但僅有大約400人可以得救。
第二天，郵輪在一片迷霧中與一艘帆船相撞。這艘未命名的帆船幾乎立即沉沒，而郵輪開始急劇向右舷傾斜。乘客開始陷入瘋狂的恐慌，人群在甲板上瘋狂奔跑，爭相衝向僅剩的幾艘救生艇。恐慌的男性乘客強行進入救生艇，試圖自行降下救生艇，但卻被水手和船員用槍指著逐出。船長命令湯普森組織一艘主要載著婦女的救生艇的裝載，並由四名男子來駕駛。然而這艘救生艇卻遭到船員的攻擊，匆忙地降下水中。
此時，船上僅剩下一艘救生艇，船上仍然有大約700人，而郵輪正在危險地傾斜。救生艇最終在郵輪沉沒幾秒鐘前離開船體，只有少數人得以倖存。湯普森和其他數百名乘客被拋進海中。另一艘船漂過來，一名男子小心翼翼地將湯普森拉上了船。湯普森最終提到他和其他人被救了起來，他已經安全回到家中（雖然沒有帶著行李）。然而在水中的其他人可能都已經淹死了。
故事的最後一句話表示該小說只是轶事，描述如果一艘船在出海時沒有足夠的救生艇供所有乘客、船員和船長使用，將會發生什麼事情。

## 鐵達尼號沉沒事故
1912年4月，斯特德受到美國總統威廉·霍華德·塔夫脫的邀請，搭乘鐵達尼號前往美國參加預定於卡内基音乐厅舉行的和平大會。關於斯特德在鐵達尼號上的最後幾個小時，倖存者們所知甚少。
當船撞上冰山後，斯特德曾幫助幾名婦女和兒童登上救生艇，展示了他慷慨、勇敢和人道主義精神。他還把自己的救生衣讓給了另一位乘客。後來，倖存者菲利普·莫克（Philip Mock）曾目睹斯特德和約翰·雅各·阿斯特四世試圖抓住一塊救生筏。根據莫克的目擊，他表示：「他們的腳被凍住了，他們不得不鬆手。他們倆都淹死了。」，斯特德的屍體並未被找到。
斯特德生前經常聲稱自己將會死於絞刑或溺水。他在鐵達尼號上的命運使得他之前發表的另一篇文章更加引人注目。1892年，斯特德發表了一篇名為《從舊世界到新世界》（From the Old World to the New）的小說，在故事中，一艘名為雄偉號（Majestic）的船隻曾救起了與冰山相撞的另一艘船的倖存者。

## 另見
- 泰坦殘骸 - 1898年出版小說，與鐵達尼號沈沒事故具有很強的相似性

## 外部連結
- W.T. Stead, "How the Mail Steamer went down in Mid Atlantic.  By a Survivor.", published in The Fortnightly Review, volume 53, p. 428 (1890).
- W.T. Stead, "How the Mail Steamer went down in Mid Atlantic by a Survivor" （页面存档备份，存于） at www.attackingthedevil.co.uk